# MacGuffin
Il MacGuffin (o anche McGuffin) è un espediente narrativo, ad esempio un oggetto o un evento, utilizzato in un'opera di finzione al fine di fornire una motivazione alle azioni dei personaggi e allo svolgersi della trama che ha per i personaggi un'importanza fondamentale ma è in realtà privo di un reale significato per lo spettatore. Il termine venne probabilmente coniato negli anni trenta dallo sceneggiatore Angus MacPhail, amico di Alfred Hitchcock, che fu il primo a usarlo espressamente nei suoi film.

## Definizione

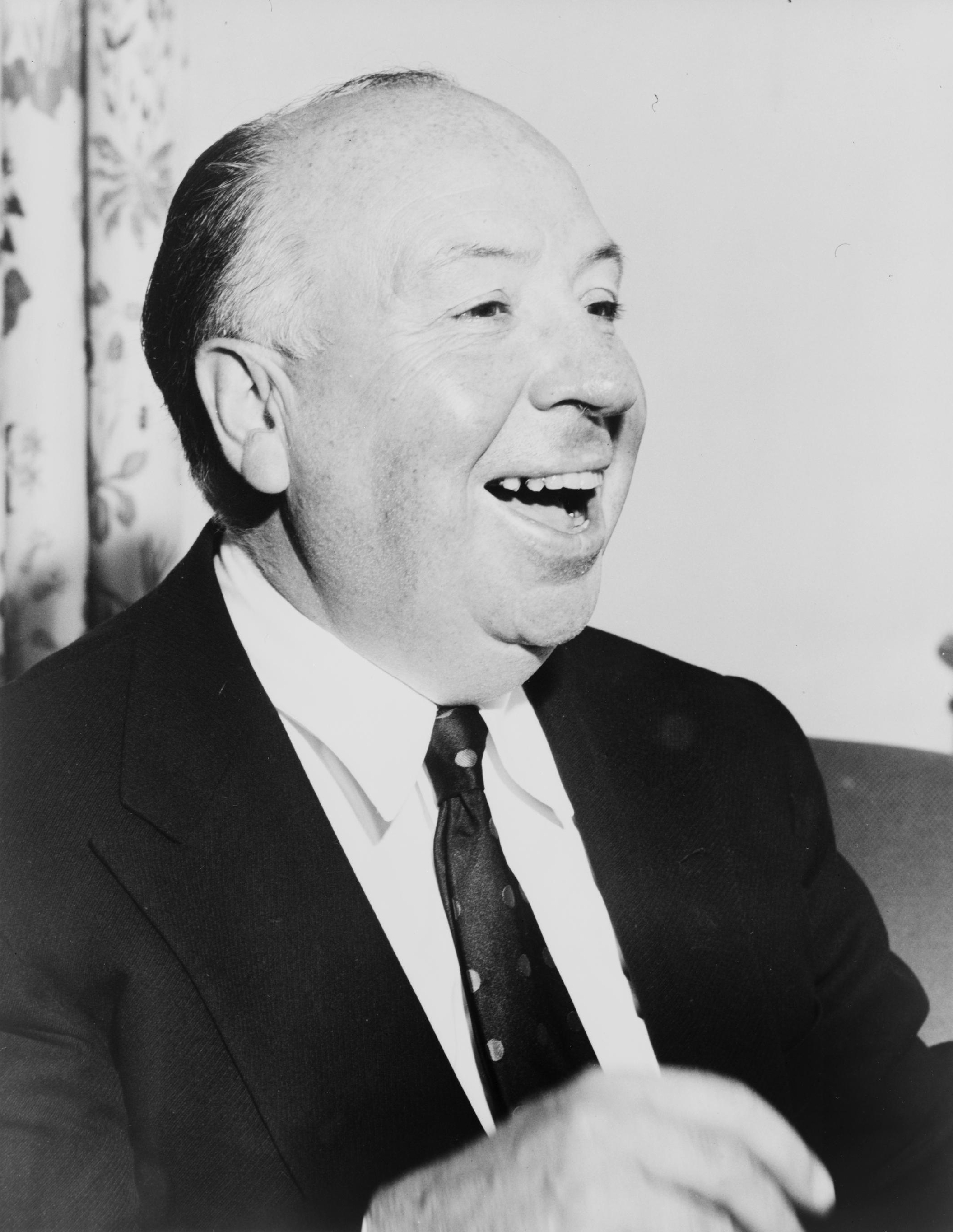
Alfred Hitchcock

Il MacGuffin è un motore virtuale e pretestuoso dell'intrigo, un qualcosa che per i personaggi del film ha un'importanza cruciale, attorno al quale si crea enfasi e si svolge l'azione, ma che non possiede un vero significato per lo spettatore.
L'esempio per eccellenza di MacGuffin è la busta con i 40 000 dollari nel capolavoro di Hitchcock Psyco: il film parte con una ragazza che ruba dei soldi e li porta via con sé, fuggendo dalla città e nascondendoli in una busta da lettere che viene ripetutamente ed insistentemente inquadrata come fosse il fulcro della storia. Più avanti, però, la trama prende una piega del tutto diversa e la busta esce di scena, per cui alla fine lo spettatore capisce che i soldi non erano altro che un espediente narrativo per mettere in moto la vera storia.
Un altro celebre esempio di MacGuffin è quello attorno al quale ruota il "mistero della valigetta" nei film Pulp Fiction e Ronin: alla fine dell'opera lo spettatore non sa che cosa contenga la valigetta (che rappresenta il MacGuffin), che tuttavia il regista ha potuto utilizzare per giustificare diverse sequenze narrative.
Ciò che caratterizza il MacGuffin e lo rende distinguibile da qualsiasi altro espediente narrativo è che non ha alcuna importanza la natura dell'oggetto, bensì l'effetto che esso provoca sui personaggi. A volte, come le valigette dei film Pulp Fiction, Ronin, Mission: Impossible III o la scatola blu di Mulholland Drive, lo spettatore non scopre nemmeno cosa sia realmente l'oggetto.
In certi casi nemmeno gli sceneggiatori e il regista sanno cosa sia il MacGuffin in questione, come nel caso della sitcom italiana Camera Café con la "C-14", ossia il prodotto venduto dall'azienda (anch'essa senza un nome) per cui lavorano i protagonisti, oppure della stessa scatola blu del film di David Lynch (come specificato dallo stesso regista nel suo libro In acque profonde).
Al contrario, l'Unico Anello del romanzo Il Signore degli Anelli di Tolkien non è un MacGuffin, poiché i suoi poteri risultano rilevanti sia dal punto di vista narrativo sia da quello tematico. Analogamente, la "mossa Kansas City", citata da Bruce Willis nel film Slevin - Patto criminale, ed il personaggio di Tracy McConnell nella serie televisiva americana How I Met Your Mother non sono MacGuffin, in quanto hanno una funzione determinante nelle dinamiche delle due storie.

## Esempio di Hitchcock
Nel famoso libro-intervista Il cinema secondo Hitchcock, di François Truffaut, il regista spiega cosa sia il MacGuffin con questo esempio:
L'uno dice all'altro: "Che cos'è quel pacco che ha messo sul portabagagli?"

L'altro: "Ah quello, è un MacGuffin"

Allora il primo: "Che cos'è un MacGuffin?"

L'altro: "È un marchingegno che serve per prendere i leoni sulle montagne Adirondack"

Il primo: "Ma non ci sono leoni sulle Adirondack"

Quindi l'altro conclude: "Bene, allora non è un MacGuffin!"

Come vedi, un MacGuffin non è nulla.»
(Il cinema secondo Hitchcock, di François Truffaut)